# مادراس دل کارمن
مادراس دل کارمن (به اسپانیایی: Área de protección de flora y fauna Maderas del Carmen) یک پارک ملی و ذخیره‌گاه زیست‌کره در مکزیک است که در کواویلا واقع شده‌است.